# 短毛椴
短毛椴（学名：Tilia breviradiata）为锦葵科椴树属的植物，是中国的特有植物。分布在中国大陆的江西、江苏、安徽、浙江等地，生长于海拔600米至1,500米的地区，一般生长在山坡灌丛或山坡林中，目前尚未由人工引种栽培。